# Гетьманенко Юрій Іванович
Ю́рій Іва́нович Гетьманенко (нар. 9 липня 1951, Луганська область) — Почесний Консул Республіки Кіпр в Україні, Заслужений юрист України. Голова Правління АТ «КБ „Експобанк“».
Державний радник юстиції 3 класу.

## Біографія
Народився 9 липня 1951 року на Луганщині. У 1980 році закінчив Київський державний університет ім. Т. Шевченка, юридичний факультет.
З 1969 року працював на Алчевському металургійному комбінаті. З 1980 року після закінчення університету працював в органах прокуратури України. З 1994 року Голова Ради Кредитно-фінансової спілки «Експобанк». З 1998 року Президент Кредитно-фінансової спілки «Експобанк». З 2005 Голова Правління Комерційного банку «Експобанк».
У 1995 році від Президента Республіки Кіпр Глафкос Клірідіса отримав Консульську екзекватуру про призначення Почесним Консулом Республіки Кіпр в Україні.
Вніс вагомий внесок в розвиток банківської системи України, Української міжбанківської валютної біржі та Українського Кредитно-Банківського Союзу.
За результатами Української рейтингової Агенції та «Галицькі контракти» визнаний у 2005 році найуспішнішим ТОП-менеджером.

## Нагороди та відзнаки
- Орден святого рівноапостольного князя Володимира (УПЦ МП) І ступеня